# Julian Corbett
Sir Julian Stafford Corbett (* 12. November 1854 in Lambeth; † 21. November 1922 in Stopham, Sussex) war ein britischer Marinehistoriker und Marinestratege. Er hatte in England eine ähnliche Rolle wie Alfred Thayer Mahan in den USA und ordnete wie dieser die maritime Strategie in umfassendere Betrachtungen politischer und ökonomischer Art ein.

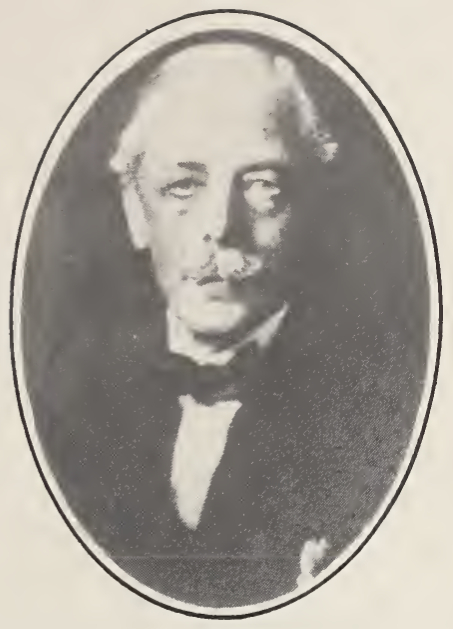

## Leben
Julian Corbett war der Sohn des Londoner Architekten Charles Joseph Corbett, besuchte das Marlborough College und studierte von 1873 bis 1876 Jura an der Universität Cambridge (Trinity College). Er schloss mit Bestnoten ab. Danach wurde er Anwalt, was er aber 1882 aufgab, um zu reisen und Schriftsteller zu werden. Ermöglicht wurde das auch dadurch, dass er von Haus aus vermögend war. Er besuchte Indien, die USA und einen Großteil Europas.
Corbett schrieb sowohl Romane (zum Beispiel über Francis Drake) als auch Sachbücher über britische Marinegeschichte, darunter eine Biographie von Francis Drake und ein Werk über die Anfänge der Royal Navy in Elizabethanischer Zeit. Zudem war er Korrespondent der Pall Mall Gazette. 1893 wurde er Mitglied der Navy Records Society. Für diese Vereinigung von Marinehistorikern und Archivaren gab er, von John Knox Laughton beauftragt und gefördert, britische Dokumente aus den Jahren 1585 bis 1587 über den Krieg gegen Spanien heraus. Er wurde zu einem führenden und bei der Royal Navy einflussreichen Autor über Marinestrategie. Ab 1902 lehrte er am Royal Naval College in Greenwich und 1903 hielt er die Ford Lectures in englischer Geschichte in Oxford.
1905 wurde Corbett inoffizieller strategischer Berater der Admiralität und Sekretär im Cabinet Historical Office. Folgenreich war sein 1907 erschienener Aufsatz The capture of private property at sea. Darin warnte er vor der bevorstehenden Inkraftsetzung des XII. Haager Abkommens, das die Errichtung eines internationalen Prisenhofs vorsah. Er hatte argumentiert, dass eine Beschränkung des Prisenrechtes das Vereinigte Königreich Großbritannien und Irland einer Waffe der wirtschaftlichen Kriegsführung berauben würde. Genau das war in der Londoner Seerechtsdeklaration vorgesehen, die von den Seemächten 1908/1909 in Fortführung des XII. Haager Abkommens ausgehandelt worden war: ein weitgehendes Verbot, feindliche Handelsschiffe und deren Waren zu beschlagnahmen. Corbetts Widerspruch bewirkte, dass das britische Oberhaus 1909 beschloss, weder die Seerechtsdeklaration noch das XII. Haager Abkommen zu ratifizieren.
Corbett beriet die britische Admiralität im Ersten Weltkrieg und schrieb die offizielle Geschichte der Royal Navy im Ersten Weltkrieg (Naval Operations, 3 Bände).

## Auszeichnungen
1914 erhielt er die Chesney Goldmedaille des Royal United Services Institute. 1917 wurde er als Knight Bachelor geadelt.
Die Universität London vergibt jährlich den Julian Corbett Prize in Naval History.

## Schriften
- Monk, Macmillan 1889 (English Men of Action)
- Francis Drake, Macmillan 1890 (English Men of Action)
- Drake and the Tudor Navy, with a history of the rise of England as a maritime power, London: 2 Bände, Longmans, Green 1899
- Herausgeber: Papers Relating to the Spanish War, 1585–87, Navy Records Society, Nr. 11, 1898
- Herausgeber: Sir William Slyngsbie’s ‘Relation of the Voyage to Cadiz 1596’, in John Knox Laughton (Herausgeber), Naval Miscellany, Navy Records Society, Nr. 20
- Fighting Instructions, 1530-1816, Navy Records Society, Nr. 29, 1905, Project Gutenberg
- Views of the Battles of the Third Dutch War, Signals and Instructions, 1776-1794, Navy Records Society, Nr. 34
- The Private Papers of George, 2nd Earl Spencer, 2 Bände, Navy Records Society, Nr. 46, 48, 1913 (die ersten beiden Bände, fortgesetzt von Admiral Herbert Richmond, mit dem Corbett eng befreundet war)
- The Successors of Drake, London: Longmans, Green 1900
- England in the Mediterranean; a study of the rise and influence of British power within the Straits 1603-1713, 2 Bände, London: Longmans, Green, 1904
- England in the Seven Years’ War: a study in combined strategy, Longmans, Green 1907
- The Campaign of Trafalgar, 2 Bände, London: Longman 1910, 1919, Reprint AMS Press, New York 1976
- Maritime Operations in the Russo-Japanese War, 1904–1906, 2 Bände, 1915 (damals geheim, veröffentlicht 1994, US Naval Institute Press, Annapolis, Herausgeber John Hattendorf)
- Some principles in naval strategy, London, Longmans, Green 1911, Neuauflage in der Classics of Sea Power series, U.S. Naval Institute Press, Annapolis 1988, Herausgeber Eric J. Grove, Project Gutenberg
- mit Henry Newbolt: Naval Operations, 3 Bände, Longmans, Green 1920, 1921, 1923 (er starb vor Vollendung des dritten Bandes, der von Newbolt vollendet wurde)
- The League of Nations and freedom of the seas, Oxford University Press 1918

Romane:
- The Fall of Asgard, New York: Harper and Brothers 1886
- For God and Gold, 1887
- Kophetua the Thirteenth, Macmillan 1889
- A Business in Great Waters